# Stafford (Virginia)
Stafford ist eine Verwaltungseinheit (CDP) und Sitz der Countyverwaltung im Stafford County im US-Bundesstaat Virginia. Das U.S. Census Bureau hat bei der Volkszählung 2020 eine Einwohnerzahl von 5.370 ermittelt. 
Der Ort liegt zwischen Fredericksburg und Alexandria am Westufer des Potomac River etwa 60 Kilometer südlich von Washington, D.C. und etwa 100 Kilometer nördlich von Richmond, der Hauptstadt von Virginia. Nördlich des Ortes liegt die Marine Corps Base Quantico. Durch den Ort führen die Interstate 95 und der U.S. Highway 1 (auch "Route 1" genannt).
Von hier wurde 1613 die Indianerprinzessin Pocahontas entführt.

## Persönlichkeiten
- Erin Cahill (* 1980), Schauspielerin
- Chris Carrieri (* 1981), Fußballspieler
- Greg Gibson (* 1953), Ringer